# Broscoșești
Broscoșești – wieś w Rumunii, w okręgu Vaslui, w gminie Lunca Banului. W 2011 roku liczyła 461 mieszkańców.